# Stenus mundulus
Stenus mundulus är en skalbaggsart som beskrevs av Thomas Casey. Stenus mundulus ingår i släktet Stenus och familjen kortvingar. Inga underarter finns listade i Catalogue of Life.